# Windows Phone 8
Windows Phone 8 (nom de code Apollo) est la seconde génération du système d'exploitation mobile Windows Phone, officiellement annoncée par Microsoft lors d'un séminaire MSDN en août 2011, et présentée en avant-première le 20 juin 2012. Windows Phone 8 a été rendu disponible aux constructeurs de terminaux le 14 septembre 2012 et au public le 29 octobre 2012.
Les terminaux sous Windows Phone 8 sont produits par quatre constructeurs : Nokia, Huawei, Samsung et HTC. Ils sont tous basés sur un système sur puce de Qualcomm. Les appareils qui tournent sous Windows Phone 7.x ne peuvent pas être mis à jour et les nouvelles applications compilées spécifiquement pour Windows Phone 8 ne sont pas utilisables pour les appareils sous Windows Phone 7.x. Cependant, une mise à jour nommée Windows Phone 7.8 est disponible, qui amène certaines fonctionnalités (comme le nouvel écran d'accueil) aux anciens terminaux.
On estime que 8 à 10 millions de Windows Phone ont été vendus durant le dernier quart de l'année 2012.

## Dévoilement et développement
Le 20 juin 2012, Microsoft a dévoilé Windows Phone 8 (nom de code Apollo), la seconde génération du système d'exploitation Windows Phone, dont la sortie était prévue en fin d'année 2012. Windows Phone 8 remplace l'architecture existante (basée sur Windows CE) par une nouvelle architecture employant le noyau Windows NT ainsi que de nombreux composants de Windows 8, permettant aux développeurs de porter facilement des applications entre les deux plateformes.
Windows Phone 8 peut exploiter de nouvelles résolutions d'écran (les trois résolutions acceptées sont WVGA 800 × 480 15:9, 720p 1280 × 720 16:9 et WXGA 1280 × 768 15:9), des processeurs multi-cœurs, le NFC (pour le partage de contenus et le paiement sans-fil). Il dispose aussi de la rétrocompatibilité avec les applications Windows Phone 7, d'un support pour le stockage externe (carte SD), d'un nouvel écran d'accueil disposant de vignettes redimensionnables, d'un hub « Portefeuille » (paiement NFC, cartes de fidélités, promotions), d'une intégration profonde des applications de VoIP dans le système et d'une méthode de mise à jour OTA.
Windows Phone 8 propose aussi des fonctionnalités axées vers les entreprises. Le système proposera le management centralisé des terminaux, le chiffrement BitLocker et la possibilité de se créer un « Store » privé, permettant de déployer des applications spécifiques à l'entreprise.
Chaque terminal vendu sous Windows Phone 8 doit proposer au minimum dix-huit mois de support logiciel après la date de sortie du modèle du terminal concerné.
Pour s'assurer que tous les terminaux utilisant Windows Phone 8 soient conçus pour exploiter toutes les nouvelles fonctionnalités du système, ce dernier n'est pas installable sur les terminaux Windows Phone 7. Cependant, le nouvel écran d'accueil de Windows Phone 8 a été porté sous 7, via une mise à jour dénommée Windows Phone 7.8.

## Fonctionnalités
Les fonctions suivantes ont été confirmées lors de l'événement "Sneak Peek at Windows Phone" de Microsoft le 20 juin 2012, ainsi qu'au dévoilement du système d'exploitation le 29 octobre 2012 :
- Transition sur les composants systèmes de Windows 8 (Kernel, système de fichiers, pilotes, gestion réseau, graphique, média et sécurité).
- Support des processeurs multi-cœur jusqu'à 64 cœurs.
- Support des résolutions 1280 × 720 (720p), 1280 × 768 (WXGA) et 800 × 480 (VGA).
- Support des cartes mémoire MicroSD.
- Internet Explorer 10.
- Multitâche (les applications peuvent agir en arrière-plan).
- Le Monde des Enfants (Kids Corner).
- Salons, qui permettent de regrouper plusieurs contacts au sein d'un même page et d'organiser des discussions groupées, par exemple.
- Xbox Smart Glass, application qui permet de contrôler sa Xbox 360 avec le téléphone.
- Data Sense, qui permet de mesurer la consommation de données cellulaires et de compresser ces données via les serveurs de Microsoft au besoin.
- Services Xbox Music et Xbox Video.
- Support natif du NFC, qui permet le paiement ainsi que le partage de contenu entre les appareils Windows Phone 8 et Windows 8.
- Support du code natif (C et C++), cela simplifiera les portages d'applications depuis Android, Symbian et iOS.
- Portage facile des applications Modern UI de Windows 8 vers Windows Phone 8.
- Technologie de cartographie Nokia (cartes Navteq avec mode hors ligne et guidage routier).
- Chiffrement BitLocker 128-bit natif, Secure Boot.

## Mises à jour
Les mises à jour de Windows Phone sont décrites sur le site de Microsoft dans la page Update History.
Elles sont proposées:
- sous la forme d'un pack de mises à jour cumulatives appelé "General Distribution Release (GDR)" ou "Update n" ;
- sous la forme d'une nouvelle version comme celle de Windows Phone 8.1.

La phase de déploiement s'étale sur plusieurs semaines, et le temps d'obtention dépend du constructeur et de l'opérateur pour les terminaux liés. En effet, ces deux intervenants ajoutent des applications spécifiques et des paramétrages particuliers nécessitant pour chacun une phase de test supplémentaire. Ces modifications peuvent aussi aboutir à désactiver certaines fonctionnalités. Ce fut notamment le cas de SFR qui supprimait la fonction Glance Screen de Nokia, amenant des utilisateurs à lancer une pétition en parlant de "SFR qui impose sa dictature". À la suite de cette pétition, SFR a diffusé une deuxième mise à jour GDR3 le 17 mars 2014 afin de rendre disponible cette option. Par ailleurs, jusqu'en novembre 2014, SFR était le dernier opérateur français à ne pas fournir de MVV (messagerie visuelle), alors que Nokia la proposait depuis la GDR2/Amber.
La disponibilité des mises à jour par opérateur et par pays est disponible auprès des constructeurs :
- pour Microsoft Lumia via sa page "Software Update for Lumia with Windows Phone 8"[14] ;

La disponibilité annoncée par les opérateurs est parfois mal maîtrisée, comme SFR l'a démontré sur la version 8.1 :
- Le 30 juin 2014, SFR annonce la disponibilité de la mise à jour le 8 juillet pour les Lumia 925[15] et 625[16].
- Le 15 juillet, le site Next Inpact confirme que toutes les versions sont toujours en test pour les opérateurs français[17].
- SFR Annonce sur « mon smartphone » dans son calendrier prévisionnel des mises à jour en été, une disponibilité de Windows phone 8.1 sur le Nokia Lumia 520 est prévue fin-juillet 2014, une news informe d'un déploiement le 14 août 2014, pour, finalement, un déploiement le 16 août 2014.
- Le 16 juillet, le site Mon Windows Phone informe de l'état du déploiement qui n'a commencé que sur le Lumia 625 pour SFR, alors que seul Orange propose la mise à jour du Lumia 925[18]. Ce qui est confirmé sur la page Europe des versions disponibles de Nokia[19].

### General Distribution Release 1
La version de Windows Phone passe à 8.0.10211.204.
Cette mise à jour dénommée « Portico » a été déployée en décembre 2012 (janvier 2013 pour Nokia).
Elle a apporté quelques améliorations dans l'application Messages (brouillons SMS, rejet d'appel par SMS, effacement en masse), une connectivité Bluetooth plus efficace, ainsi qu'un paramètre permettant de garder la connexion Wi-Fi active même lorsque l'écran du téléphone est verrouillé. La mise à jour a aussi apporté son lot de corrections de bugs.

### General Distribution Release 2
La version de Windows Phone passe à 8.0.10327.77 ou 8.0.10328.78 (version suivant le constructeur).
Cette mise à jour a été déployée en juillet 2013 (août 2013 pour Nokia).
Ce pack contient :
- l'ajout de la Radio FM (en utilisant les écouteurs comme antenne),
- la possibilité d'utiliser Lens comme application photographique par défaut,
- la supervision de la consommation des données cellulaires Data Sense (précédemment, seul l'opérateur américain Verizon en disposait[20] ; quelques opérateurs comme SFR ou Orange en France n'ont activé cette fonctionnalité qu'à partir de la GDR3),
- des corrections de bugs (notamment pour Xbox Music, Skype, Lync),
- une mise à jour pour étendre le support HTML5 d'Internet Explorer,
- la prise en chage de CalDAV et CardDAV a aussi été mise en place, permettant aux possesseurs de Windows Phones de pouvoir à nouveau utiliser des services tels que Google Agenda, en raison de l'arrêt du support du protocole Microsoft Exchange par Google en 2012,
- des API pour le blocage de numéros depuis une liste, la visualisation des appels ou SMS bloqués, la possibilité de bloquer les numéros masqués, une tuile dynamique affichant le nombre d'appels et SMS bloqués, et les numéros bloqués, une notification indiquant en temps réel lorsqu'un appel ou un SMS a été bloqué[21].

#### Mise à jour Lumia «Amber» (spécifique aux smartphones Nokia Lumia)
Lors du déploiement de la GDR2, Nokia a complété la mise à jour avec "Amber", un pack qui apporte de nouvelles fonctionnalités aux terminaux Lumia :
- Algorithmes de traitement photo améliorés.
- Nokia Smart Cam.
- Réglages colorimétriques de l'écran.
- Coup d'œil (affichage d'informations sur l'écran lorsque le téléphone est en veille), non disponible sur certains Lumia.
- Double-appui sur l'écran pour sortir le terminal de veille.
- Retourner le téléphone pour couper la sonnerie lors de la réception d'un appel.
- Nouveau paramètre « Filtrage d'appels+SMS » pour bloquer des numéros sur les appels et SMS entrants.

### General Distribution Release 3
En test depuis août 2013, la GDR3 est disponible depuis le 14 octobre. Depuis cette version, une preview de l'OS peut être installée par les développeurs sans attendre le déploiement par l'opérateur ou le fabricant. Le déploiement a commencé sur les HTC aux États-Unis le 23 octobre et devrait se poursuivre jusqu'à la fin d'année 2013.
Cette mise à jour apporte le support des écrans Full HD et des processeurs quadri-cœur, une gestion du multitâche améliorée, plus de compatibilité sur le Bluetooth et un partage de connexion plus rapide avec Windows 8.1. Au niveau des fonctionnalités, elle apporte un mode Véhicule (Gestion spécifique des réceptions d'appels et de SMS lorsqu'on est au volant), des options et applications d'accessibilité pour les malvoyants. Au niveau ergonomie, elle apporte le verrouillage de l'orientation de l'écran, la possibilité de mettre 6 tuiles de petites tailles ou trois tuiles de taille moyenne dans une seule ligne sur l'écran d'accueil (réservé aux écrans Full HD), la possibilité de fermer une application dans le menu multitâche ou de supprimer certains fichiers temporaires, le Wi-Fi activé dès le premier démarrage du téléphone (afin de télécharger une sauvegarde à restaurer), la personnalisation des sonneries suivant le media ou le contact. La mise à jour corrige aussi les anomalies « fast dormancy » (activation non systématique), « mode modem » (Perte de connectivité aléatoire) et l'impossibilité d'éditer un fichier .pptx (PowerPoint). L'embarquement de l'application HERE Drive+ (en remplacement de la version beta) est aussi ajouté.
Certains opérateurs ont déployé dans la version GDR3 l'application Gestion de données (Data Sense) apparu dans la GDR2 Microsoft.

#### Mise à jour Lumia «Black» (spécifique aux smartphones Nokia Lumia)
La mise à jour de Nokia complémentaire à la GDR3 s'appelait initialement « Bittersweet Shimmer » avant de prendre le nom de « Black ».
Annoncée en octobre 2013, présente sur les Lumia 1520 dès décembre, la mise à jour a commencé le 9 janvier 2014 sur le matériel existant, et propose les fonctionnalités suivantes :
- Coup d'œil 2.0 (Glance 2.0[28]), uniquement pour les appareils avec la fonction activée et un capteur de proximité (sont incompatibles les Nokia Lumia 520, 521, 525, 526, 625, 925[29]) : écran de veille amélioré pour les notifications, calendrier, podomètre (Lumia 1520), texte personnalisé ;
- Nouveaux algorithmes pour la caméra et photos RAW pour les Nokia Lumia 1020 et 1520 ;
- Bluetooth 4.0 LE (Low Energy) ;

D'après SFR, la GDR3 contient aussi les correctifs suivants :
- Correction de l'anomalie mode modem (perte de connectivité aléatoire) ;
- Possibilité d'éditer un fichier .pptx.

Nokia propose de nouvelles applications installées automatiquement ou à télécharger :
- Dossier d'applications (App Folder)[31] : sur l'écran d'accueil pour grouper des applis et des paramètres dans une tuile "dossier" à l'image de ce que propose Samsung[32] ;
- Nokia Refocus, Nokia Projecteur (pour diffuser une présentation sur un écran HTML5), Nokia Carnet de Voyage (organiseur chronologique et géographique des photos), Nokia Camera (combinaison de Nokia Pro Camera et Nokia Smart Cam) ;

### Windows Phone 8.1
La version preview a subi trois mises à jour entre avril et juin 2014, tandis que les applications détachées du système étaient mises à jour régulièrement sur le Store (Xbox music par exemple).
Déployée à partir du 24 juin 2014, cette mise à jour apporte de nouvelles fonctionnalités,,,, :
- un écran d'accueil personnalisable avec :
  - 2 ou 3 colonnes (équivalent à 4 ou 6 colonnes de petites tuiles) pour tous les appareils, quelle que soit la taille de l'écran ;
  - une image en fond d'écran prenant place sur le fond des vignettes dynamiques ;
  - une tuile dynamique associée aux photos ;
  - des thèmes pour différents écrans de verrouillage ;
- un centre de notifications (dénommé Centre d'actions) avec la possibilité de :
  - définir 4 (ou 5 pour les grands écrans) boutons à bascule pour modifier rapidement certains paramètres : mode avion, wi-fi, bluetooth, partage d'internet, localisation, luminosité, rotation de l'écran, etc. ;
  - voir le pourcentage de charge de la batterie et la date du jour ;
  - désactiver les notifications quand l'écran est verrouillé (pour ne pas afficher le bandeau avec le début du texte d'un SMS par exemple).
- support des accès VPN, des certificats d'identification utilisateurs, des réseaux Wi-Fi protégés EAP-TLS ;
- support du double-SIM ;
- clavier Word Flow :
  - ajout du mode d'écriture Shape (équivalent de Swipe) qui permet de glisser le doigt sur le clavier en parcourant chaque lettre d'un mot ;
  - changement du positionnement précis à l'intérieur d'un mot : un appui long positionne le curseur entre les lettres directement sous le doigt ;
- Wifi Sense (assistant Wi-Fi, dans les paramètres du Wi-Fi), pour diminuer la consommation de données cellulaires du réseau téléphonique, en permettant la connexion automatique aux réseaux Wi-Fi en accès libre ou restreint ;
- recherche dans tous les éléments du téléphone (fichiers, SMS, e-mails, calendrier, contacts, applications, etc.) ;
- Cortana, assistant vocal amélioré[40] (disponible si le téléphone est en langue anglais US) ;
- paramètres Quiet Hours (si Cortana est activé) pour rendre silencieuse toute activité (appel, SMS, notifications) pendant les heures préprogrammées ou les rendez-vous de l'agenda, sauf à un cercle de contacts prédéfinis.
- Narrator : fonction de lecture vocale pour les déficients visuels (dans les paramètres d'ergonomie, disponible si le téléphone est en langue anglais US) permettant de sélectionner et lire les textes affichés sur le téléphone (e-mails, SMS, paramètres) ;
- gestion séparée du volume des sonneries, du son des médias et du son des applications (le bouton de volume reste maître) ;
- Internet Explorer 11 avec : commandes vocales, module de réduction des données téléchargées, mode de navigation privée InPrivate (navigation sans stockage de données sur le téléphone) ;
- modification du Hub Jeux : les jeux seront aussi affichés dans la liste des applications, ce qui permettra d'épingler un jeu sur l'écran d'accueil (cette fonctionnalité a reçu, au 26 mai 2014, plus de 13 000 votes contre, idée "Remove games from the apps list" sur le site Feature Suggestions de Windows Phone, au prétexte que la liste des applications ne pouvant pas être ordonnée et catégorisée en sous-menu, elle allait être encore plus encombrée) ;
- remplacement du Hub multimedia par les Hubs Xbox music et Xbox video, et des applications dédiées : FM radio et Podcasts ;
- améliorations sur les contacts, les applications téléphone et messagerie :
  - Hub Contacts avec les contacts sans numéros qui seront masqués par défaut (un message indique que le masquage est activé), et disparition des fonctions Status et Instant Messaging (Chat) ;
  - intégration de Twitter dans le Hub Contacts ;
  - historique des appels regroupés par numéro avec la durée des appels ;
  - application Skype liée avec l'interface de l'application téléphone ;
  - taille des polices pour les SMS et les Contacts plus grande ;
  - possibilité d'installer une application de son choix pour les SMS et le Chat ;
- des modifications dans la gestion des applications :
  - la fermeture de l'application par une glissade verticale vers le bas dans le multitâche visuel ;
  - le bouton Retour suspend une application dans le multitâche visuel au lieu de la fermer ;
  - installation possible des applications sur la carte microSD ;
- des modifications ergonomiques sur les touches système ou celles du téléphone :
  - la capture d'écran activée avec la combinaison Démarrer + Volume haut (au lieu de Démarrer + Verrouiller écran, qui affiche désormais un message indiquant la nouvelle combinaison à effectuer) ;
  - la commande vocale activée par un appui long sur le bouton Recherche au lieu du bouton Démarrer.
- Store amélioré avec :
  - l'historique des achats pour faciliter la réinstallation d'applications ;
  - l'identification des nouvelles applications installées dans la liste des applications ;
  - une commande dans les paramètres pour aller rechercher les mises à jour disponibles ;
  - un paramètre pour effectuer automatiquement la mise à jour des applications, avec possibilité de ne déclencher cette fonction que si la connexion wi-fi est disponible.
- application calendrier améliorée : vues hebdomadaire et mensuelle donnant une vision immédiate des tâches.
- application photo avec accès direct à 5 paramètres au choix sur l'écran, et ajout du mode rafale en plus des modes photo unique et vidéo déjà existants.
- applications Bing préinstallées : Weather, News, Sports, Health & Fitness, Food & Drink, etc.

Les applications suivantes doivent être installées à partir du Store :
- Fichiers : explorateur de fichiers permettant de créer des dossiers ou d'ouvrir, renommer, copier, déplacer, rechercher et partager (par e-mail) des fichiers[41].

Les premiers appareils (Lumia 630, 635, 930) nativement dans cette version sont commercialisés depuis juin 2014.

#### Mise à jour Lumia «Cyan» (spécifique aux smartphones Nokia Lumia)
La mise à jour « Cyan » de Nokia, complémentaire à la WP8.1, contient les éléments suivants :
- Imaging 1.2 pour un meilleur traitement de l'image et des photos sur les Lumia avec un objectif PureView ;
- Nokia Glam pour prendre des selfies ;
- SensorCore pour collecter les données des capteurs (accéléromètre, GPS) en consommant très peu d'énergie, sur les nouveaux Lumia (630, 635, 930)[43] ;
- Images animées et mise au point en continu dans Nokia Camera uniquement sur les Lumia 930, 1520, Icon ;
- Support du Miracast (projection de l'écran du téléphone sur un écran TV) sur les Lumia 1520, 930.

Cette surcouche a été déployée pendant l'été 2014 avec la mise à jour WP8.1. Le déploiement a commencé en Finlande sur les Lumia 925 dès le 25 juin .
Un bogue a touché les Lumia 925 et 1020 : blocages répétitifs pendant l'utilisation ou en veille, et redémarrages intempestifs. Aucun correctif n'a été publié, les utilisateurs doivent attendre la version Denim. Les utilisateurs peuvent désactiver le mot de passe de l'écran de verrouillage et régler sur «  aucune » l'option « Choisissez une application pour en afficher l'état détaillé ».

### Windows Phone 8.1 Update 1
Cette mise à jour est publiée pendant l'été 2014 (developper preview), et apporte les fonctionnalités suivantes,, :
- Appareils avec seulement 6 ou 7 pouces, et résolution 540 × 960 ou 1280 × 800
- NTP (Protocole de mise à l'heure réseau), mais cette fonction semble rencontrer certaines difficultés[50].
- Bluetooth avec codec aptX et contrôles AVRCP
- Partage de la connexion internet via Bluetooth
- VPN avec protocole L2TP
- Technologie VoLTE : voice over LTE (4G)
- Compatibilité double SIM avec réseaux GSM & CDMA
- Prise en charge des coques d'appareils "interactives"
- Quick Charge 2.0 de Qualcomm pour les puces Snapdragon 800
- Cortana : accès à Cortana à partir des contacts pour l'utilisation en kit mains libres dans un véhicule, possibilité d'utiliser certaines fonctions même téléphone verrouillé.
- Dossiers d'applications "Live folders" : dossiers d'applications sur l'écran d'accueil (déplacer une tuile sur une autre pour créer un dossier)
- Tuile dynamique pour le store et pour Xbox Music
- Nouveaux raccourcis (données cellulaires, économiseur d'énergie) dans le centre de notifications
- Économiseur de batterie pouvant être épinglé sur l'écran d'accueil.
- Sélection de plusieurs appels, SMS ou contacts pour suppression en une fois
- Sélection de plusieurs SMS pour le transfert dans un seul message
- Internet Explorer : user-agent se faisant passer pour un iPhone pour améliorer le rendu, autres améliorations d'utilisation du zoom et du défilement
- Coin des applications, pour spécifier les applications autorisées pour les autres utilisateurs
- Alarmes : durée de sonnerie et de répétition personnalisables
- Application pour avoir les notifications sur les accessoires connectés. (smart watch, active phone cover, fitness tracker)
- Narrator : modifications sur l'interface de contrôle et le déverrouillage du téléphone.
- Mise à jour du téléphone à heure programmée, et via les cartes SD si manque de place sur le téléphone.
- Activation de Cortana par la commande vocale Hey Cortana pour les téléphones (930, 1520 et Icon) avec la fonctionnalité « always-listening »[51]

Les corrections identifiées sont :
- bug des Lumia 925 et 1020 sous Windows Phone 8.1 qui refusent parfois de sortir du mode veille[52].
- bug des Lumia 535 qui ont des problèmes avec la reconnaissance des gestes tactiles[53].
- bug des Lumia 930 pour qui l'écoute passive ne fonctionnait pas lors de la première version déployée[54].
- bug des MMS lors du premier démarrage (APN MMS erronée)[55]

Les premiers appareils (Lumia 730, 735, 830) nativement dans cette version sont commercialisés depuis septembre 2014.
Le déploiement a commencé en septembre 2014 pour les Lumia 930 (sans Denim) et en octobre 2014 sur les Samsung ATIV S.
Cependant Microsoft a continué à livrer des nouvelles versions de l'Update 1 jusqu'au 24 février 2015 :
- la version du 5 décembre 2014 permet à Cortana de fonctionner sur les téléphones de plusieurs nouveaux pays (Allemagne, Australie, Canada, Espagne, France, Inde, Italie)[59] en plus de ceux existants (États-Unis, Royaume-Uni, Chine).
- les versions du 24 décembre 2014 et du 24 février 2015 pour résoudre le bug des Lumia 535.

Le déploiement a commencé en France en décembre 2014 et s'est étalé jusqu'en mars 2015. Les téléphones déjà sous Denim comme le Lumia 830 sont aussi concernés. Le déploiement a semblé avoir été suspendu pendant quelques semaines, mais il reprenait le 15 janvier pour de nouveaux appareils (Lumia 930 par exemple) et le 16 janvier, Microsoft publiait une mise à jour du paramètre "Point d'accès" version 3.10.0.1 avec les nouveautés "Mise à jour des paramètres opérateur" et "Amélioration globale des performances" corrigeant ainsi une anomalie gênant le déploiement.
Les bogues identifiés dans cette version déployée :
- accéléromètre perturbé (visible dans certains jeux)
- micro-coupures de l'affichage pour certains appareils (Lumia 930)

#### Mise à jour Lumia "Denim" (spécifique aux smartphones Lumia)
La mise à jour "Denim" de Microsoft/Nokia, est un nom commerciale donné par Microsoft qui contient :
- pour les Lumia 520, 62X, 720 et 1320 la mise à jour vers WP8.1 update 1
- pour les Lumia 53X, 63X, 735, 830, 92X, 930, 1020 et 1520 la mise à jour vers WP8.1 update 1 et une mise à jour du firmware, comportant les fonctionnalités suivantes, disponibles suivant la compatibilité matérielle des téléphones (principalement à destination des Lumia 930 et 1520) :
  - Délai réduit (1,5s) entre deux prises de vue.
  - Photos HDR (appelé également "Rich Capture"), amélioration des clichés en basse luminosité[66].
  - "Moment Capture" pour prendre des photos 4K en rafale (24 images/s).
  - Support du codec audio Bluetooth Apt-X[67].

Le déploiement a commencé en octobre 2014 au Royaume-Uni et en Nouvelle-Zélande sur les Lumia 930.

### Windows Phone 8.1 Update 2
Cette mise à jour apporte les fonctionnalités suivantes,,, :
- Une seule liste pour les paramètres (système et applications) regroupés par catégories et avec une fonction recherche[73]
- Possibilité d'épingler sur l'écran de démarrage n'importe quel paramètre
- Restaurer l'écran de démarrage d'origine sous l'écran de démarrage personnalisé par l'utilisateur après une restauration du système
- Autorisations d'application : nouveau paramètre pour gérer les permissions d'accès des applications aux fonctions Calendrier, Contacts, SMS, Caméra, Microphone
- Fonction Quick Text pour coller des phrases prédéfinies à partir du clavier[74]
- Nouvelles langues : Bangla (Bangladesh), Khmer, Kiswahili, Lao
- Modification de la gestion de la vidéo en 4G (LTE) afin de répondre aux exigences de certains opérateurs (par exemple, montrer ou cacher le bouton d'appel vidéo en 4G, activer la vidéo-conférence)
- Lecture des vidéos MKV
- Modifications du paramétrage des fonctions VPN dans les API
  - Always-on VPN profiles pour une connexion automatique et permanente
  - Réseau privé virtuel (VPN) avec certificats pour les connexions de type L2TP
- Gestion de la 2K (2048 x 1080 pixels) et des puces de Qualcomm Snapdragon 805[75]
- Fonctionnalités Bluetooth pour échanger des messages entre les différents appareils : MAP (Message Access Profile), HID (Human Interface Device), HOGP (HID Over GATT Profile), "Absolute Volume Control"[76], ce qui permettra l'utilisation d'un clavier bluetooth et de conserver la totalité de l'écran pour l'affichage
- Donner un nom au téléphone (dans le paramètre 'À propos de') sans utiliser la connexion au PC
- Protection contre la réinitialisation (uniquement pour les téléphones initialisés avec cette fonction par le constructeur)[77]
- Vue agenda dans le Calendrier
- Extinction de l'écran par double pression sur la barre de navigation (uniquement pour les téléphones sans touches Windows dédiées)

Cette mise à jour était disponible nativement avec les Lumia 540 et 640 lancés en avril 2015. Alors que certains pensaient que cette version ne serait pas déployée à cause de Windows 10, le déploiement a démarré en mai 2015 sur les téléphones BLU et en juin sur les HTC One M8, Lumia 635, 735 et 830,. Mais Microsoft n'a pas prévu un déploiement généralisé à tous les appareils ou à tous les marchés.

#### Mise à jour Lumia "Emerald" (spécifique aux smartphones Lumia)
La mise à jour "Emerald" n'a pas été confirmée. En juin 2015, tous les Lumia déployés dans la version 8.1 Update 2 restent en version Denim.

### Support logiciel
En mars 2013, Microsoft a annoncé que le support logiciel du système d'exploitation Windows Phone 8 sera assuré jusqu'au 12 janvier 2016. Ce support est remplacé par celui de Windows Phone 8.1 qui sera assuré jusqu'au 11 juillet 2017.

## Matériel
Pour exécuter Windows Phone 8, un terminal doit, au minimum, posséder la configuration suivante :
| Configuration matérielle minimale pour Windows Phone 8 |
| --- |
| Processeur double cœur Qualcomm Snapdragon S4 ou de puissance équivalente |
| 512 Mo de RAM pour les téléphones à résolution d'écran WVGA (800 × 480), 1 Go de RAM pour les téléphones à résolution d'écran 720p ou WXGA (1280 × 768)                                      |
| Processeur graphique supportant l'accélération matérielle DirectX et Direct3D |
| 4 Go de stockage interne |
| Système de positionnement par satellites assisté A-GPS (le GLONASS est supporté si le constructeur de l'appareil souhaite l'inclure)                                                         |
| Prise casque Jack 3,5 mm avec détection de trois boutons |
| Appareil photo Auto-focus avec flash à DEL ou Xénon et bouton physique dédié. La présence d'une caméra frontale est optionnelle. Les capteurs photo doivent être VGA (640 × 480) au minimum. |
| Accéléromètre, capteurs de luminosité et de proximité (magnétomètre et gyroscope optionnels)                                                                                                 |
| Wi-Fi 802.11b/g (802.11n optionnel) et Bluetooth |
| Micro-USB 2.0 |
| Écran tactile capacitif multipoint avec un support de quatre points simultanés |

## Terminaux Windows Phone 8
| Constructeur        | Modèle (Opérateur), Date de commercialisation, Version système | Processeur, GPU, Mémoire vive / Stockage, Batterie                                      | Dimensions / Poids, Écran, Appareil photo / Webcam | Réseau, Connectivité | Capteurs, Spécificités |
| ------------------- | -------------------------------------------------------------- | --------------------------------------------------------------------------------------- | --- | --- | --- |
| Nokia Microsoft     | Lumia 520 Février 2013 Portico                                 | Qualcomm Snapdragon S4 (2x 1 GHz) MSM8227 Adreno 305 512 Mo / 8 Go + µSD 1430 mAh       | 119,9 x 64 x9,9 mm / 124 g 800 × 480 - 4,0" - LCD IPS 24-bit/16M Tactile super sensitive, touches Windows physiques 5 Mpix, zoom 4x, sans flash sans webcam | GSM quadbande 3G WCDMA 21 Mbit/s dualbande Wi-Fi b/g/n Bluetooth 4.0 GPS (A-GLONASS, A-GPS, Cellular, Wi-Fi) micro USB 2.0                                         | Proximité, lumière ambiante, accéléromètre Coques interchangeables |
| Nokia Microsoft     | Lumia 530 Juillet 2014 Cyan                                    | Qualcomm Snapdragon 200 (4x 1.2 GHz) Adreno 302 512 Mo / 4 Go + µSD 1430 mAh Qi         | 119,7 x 62,3 x 11,7 mm / 129 g 854 × 480 - 4,0" - LCD TN 24-bit/16M Tactile super sensitive, touches Windows logicielles 5 Mpix, focale fixe, sans flash, sans touche photo sans webcam                                                                        | GSM quadbande 3G+ WCDMA 21 Mbit/s dualbande Wi-Fi b/g/n Bluetooth 4.0 GPS (A-GLONASS, A-GPS, Cellular, Wi-Fi) micro USB 2.0                                        | Proximité, lumière ambiante, accéléromètre, orientation Coques interchangeables Existe en version dual SIM |
| Nokia Microsoft     | Lumia 620 Décembre 2012 8.0                                    | Qualcomm Snapdragon S4 MSM8227 (2 × 1GHz) Adreno 305 512 Mo 8 Go + µSD 1300 mAh         | 115,4 x 61,1 x 11 mm 127 g 800 × 480 - 3,8" Clear Black, touches Windows physiques 5 Mpix, flash LED VGA | GSM quadbande 3G HSDPA 21 Mbit/s quadbande Wi-Fi a/b/g/n Bluetooth 4.0 NFC GPS micro USB 2.0                                                                       | Proximité, lumière ambiante, accéléromètre, magnétomètre Coques interchangeables Existe en version Dual SIM Dolby headphones |
| Nokia Microsoft     | Lumia 630 Juin 2014 Cyan                                       | Qualcomm Snapdragon 400 MSM 8226 (4 × 1.2 GHz) Adreno 305 512 Mo 8 Go + µSD 1830 mAh Qi | 129,5 x 66,7 x 9,2 mm 134 g 854 × 480 - 4,5" LCD IPS 24-bit/16M Tactile super sensitive, Corning Gorilla Glass 3, touches Windows logicielles 5 Mpix, flash LED, sans touche photo sans webcam                                                                 | GSM quadbande 3G+ WCDMA 21 Mbit/s dualbande Wi-Fi b/g/n Bluetooth 4.0 GPS (A-GLONASS, A-GPS, Cellular, Wi-Fi) micro USB 2.0                                        | Proximité, lumière ambiante, accéléromètre, SensorCore Coques interchangeables Existe en version Dual SIM 1 Go de RAM pour les Lumia 636 (RM-1027) et 638 (RM-1010) vendus en Chine, Hong Kong et aux Philippines 4G pour le Lumia 635 (et 638 vendu en Inde) Récepteur ISDB-Tb pour le Lumia 630 TV Edition (RM-979) vendu au Brésil |
| Nokia Microsoft     | Lumia 640 Mars 2015 Denim                                      | Qualcomm Snapdragon 400 MSM 8926 (4 × 1.2 GHz) Adreno 305 1024 Mo 8 Go + µSD 2500 mAh   | 141,3 x 72,2 x 8,8 mm 145 g 1280 × 720 - 5" LCD IPS 24-bit/16M Tactile super sensitive, Corning Gorilla Glass 3, touches Windows logicielles 8 Mpix, flash LED, sans touche photo 0,9 Mpix                                                                     | GSM quadbande 3G+ WCDMA 21 Mbit/s dualbande 4G LTE Pentabande (si version LTE) Wi-Fi b/g/n Bluetooth 4.0 NFC GPS (A-GLONASS, A-GPS, Cellular, Wi-Fi) micro USB 2.0 | Proximité, lumière ambiante, accéléromètre, SensorCore Coques interchangeables Batterie remplaçable Existe en version Dual SIM Version XL avec écran 5,7", caméras 13 Mpix et 5 Mpix, batterie 3000 mAh pour une taille de 157,9 x 81,5 x 9 mm et 171 g                                                                               |
| Nokia Microsoft     | Lumia 720 Février 2013 Portico                                 | Qualcomm Snapdragon S4 MSM8227 (2 × 1GHz) Adreno 305 512 Mo 8 Go + µSD 2000 mAh Qi      | 127,9 x 67,5 x 9 mm 128 g 800 × 480 - 4,3" Clear Black, Super sensitive, Gorilla glass, touches Windows physiques 6,7 Mpix, flash LED 1,3 Mpix | GSM quadbande 3G HSDPA 21 Mbit/s quadbande Wi-Fi a/b/g/n Bluetooth 4.0 NFC GPS micro USB 2.0                                                                       | Proximité, accéléromètre, magnétomètre Coques interchangeables Dolby headphones |
| Nokia Microsoft     | Lumia 820 Septembre 2012 8.0                                   | Qualcomm Snapdragon S4 MSM8960 (2 × 1.5 GHz) Adreno 225 1024 Mo 8 Go + µSD 1650 mAh Qi  | 123,8 x 68,5 x 9,9 mm 160 g 800 × 480 - 4,3" Clear Black, Super sensitive, touches Windows physiques 8 Mpix, flash Dual LED VGA | GSM quadbande 3G HSDPA 42 Mbit/s quadbande 4G LTE Pentabande Wi-Fi a/b/g/n Bluetooth 4.0 NFC GPS micro USB 2.0                                                     | Proximité, lumière ambiante, accéléromètre, magnétomètre, gyroscope Coques interchangeables Dolby headphones Coque Qi en option |
| Nokia Microsoft     | Lumia 810 (T-Mobile USA) Octobre 2012 8.0                      | Qualcomm Snapdragon S4 MSM8960 (2 × 1.5 GHz) Adreno 225 1024 Mo 8 Go + µSD 1800 mAh     | 127,8 x 68,4 x 10,9 mm 145 g 800 × 480 - 4,3" Clear Black, Super sensitive, Gorilla glass, touches Windows physiques 8 Mpix, flash Dual LED VGA | GSM quadbande 3G HSDPA 42 Mbit/s quadbande Wi-Fi a/b/g/n Bluetooth 4.0 NFC GPS micro USB 2.0                                                                       | Proximité, lumière ambiante, accéléromètre, magnétomètre, gyroscope Coques interchangeables Dolby headphones Coque Qi en option |
| Nokia Microsoft     | Lumia 822 (Verizon USA) Octobre 2012 8.0                       | Qualcomm Snapdragon S4 MSM8960 (2 × 1.5 GHz) Adreno 225 1024 Mo 16 Go + µSD 1800 mAh Qi | 127,8 x 68,4 x 11,2 mm 141 g 800 × 480 - 4,3" Clear Black, Super sensitive, Gorilla glass, touches Windows physiques 8 Mpix, flash Dual LED VGA | CDMA dual bande + GSM quadbande 3G CDMA2000 1xEV-DO + HSDPA 42 Mbit/s quadbande 4G LTE 700 MHz Wi-Fi a/b/g/n Bluetooth 4.0 NFC GPS micro USB 2.0                   | Proximité, lumière ambiante, accéléromètre, magnétomètre, gyroscope Dolby headphones |
| Nokia Microsoft     | Lumia 830 Septembre 2014 8.1/Denim                             | Qualcomm Snapdragon 400 (4 × 1.2 GHz) Adreno 305 1024 Mo 16 Go + µSD 2200 mAh Qi        | 134,9 x 70,4 x 8,5 mm 150 g HD 1280 × 720 - 5" Clear Black IPS, Super sensitive, Gorilla 3 10 Mpix, flash LED 0.9 Mpix | GSM quadbande 3G HSDPA 42 Mbit/s quadbande 4G LTE Pentabande Wi-Fi a/b/g/n Bluetooth 4.0 NFC GPS micro USB-B 2.0                                                   | Proximité, lumière ambiante, accéléromètre, magnétomètre, gyroscope Dolby headphones Coque induction Qi en option |
| Nokia Microsoft     | Lumia 920 Septembre 2012 8.0                                   | Qualcomm Snapdragon S4 MSM8960 (2 × 1.5 GHz) Adreno 225 1024 Mo 32 Go 2000 mAh Qi       | 130,3 x 70,8 x 10,7 mm 185 g 1280 × 768 - 4,5" IPS LCD 9ms Clear Black, Super sensitive, PureMotion HD+, Gorilla glass, touches Windows physiques 8 Mpix, stabilisé, flash Dual LED VGA                                                                        | GSM quadbande 3G HSDPA 42 Mbit/s quadbande 4G LTE Pentabande Wi-Fi a/b/g/n Bluetooth 4.0 NFC GPS micro USB 2.0                                                     | Proximité, lumière ambiante, accéléromètre, magnétomètre, gyroscope Dolby headphones |
| Nokia Microsoft     | Lumia 925 Juin 2013 Amber                                      | Qualcomm Snapdragon S4 MSM8960 (2 × 1.5 GHz) Adreno 225 1024 Mo 16 Go 2000 mAh          | 129 x 70,6 x 8,5 mm 139 g 1280 × 768 - 4,5" AMOLED TrueColor (24-bit/16M), Clear Black, Super sensitif, PureMotion HD+, Corning Gorilla 2, touches Windows physiques 8,7 Mpix 16:9, PureView, Optique ZEISS, stabilisé, flash Dual LED Grand angle HD 1,2 Mpix | GSM quadbande 3G HSDPA 42 Mbit/s quadbande 4G LTE Pentabande Wi-Fi a/b/g/n Bluetooth 4.0 NFC GPS micro USB 2.0                                                     | Proximité, lumière ambiante, accéléromètre, Magnétomètre, Gyroscope, Lumière ambiante, Glance screen Dolby headphones Coque induction Qi en option |
| Nokia Microsoft     | Lumia 928 (Verizon USA) Mai 2013 Portico                       | Qualcomm Snapdragon S4 MSM8960 (2 × 1.5 GHz) Adreno 225 1024 Mo 32 Go 2000 mAh Qi       | 133,0 x 68,9 x 10,1 mm 162 g 1280 × 768 - 4,5" Clear Black, Super sensitive, PureMotion, Gorilla glass, touches Windows physiques 8,7 Mpix, stabilisé, flash Xenon 1,3 Mpix                                                                                    | GSM quadbande 3G HSDPA 42 Mbit/s pentabande 4G LTE Monobande Wi-Fi a/b/g/n Bluetooth 4.0 NFC GPS micro USB 2.0                                                     | Proximité, lumière ambiante, accéléromètre, magnétomètre, gyroscope Dolby headphones |
| Nokia Microsoft     | Lumia 930 Juillet 2014 Cyan                                    | Qualcomm Snapdragon S800 MSM8974 (4 × 2.2 GHz) Adreno 330 2048 Mo 32 Go 2420 mAh Qi     | 137 x 71 x 9,8 mm 167 g 1920 × 1080 - 5,0" OLED Clear Black, Super sensitive, PureMotion, Corning Gorilla 3 20 Mpix, stabilisé, flash dual LED Grand angle HD 1,2 Mpix                                                                                         | GSM quadbande 3G HSDPA 42 Mbit/s pentabande 4G LTE Monobande Wi-Fi a/b/g/n Bluetooth 4.0 NFC GPS micro USB 2.0                                                     | Proximité, lumière ambiante, accéléromètre, magnétomètre, gyroscope, SensorCore, écoute passive Dolby headphones, quatre micros directionnels de qualité Surround |
| Nokia Microsoft     | Lumia 1020 (AT&T USA) Juillet 2013 Amber                       | Qualcomm Snapdragon S4 MSM8960 (2 × 1.5 GHz) Adreno 225 2048 Mo 32 Go 2000 mAh          | 130,4 x 71,4 x 10,4 mm 158 g 1280 × 768 - 4,5" Clear Black, Super sensitive, PureMotion, Gorilla glass, touches Windows physiques 41 Mpix, stabilisé, flash Xenon 1,2 Mpix                                                                                     | GSM quadbande 3G HSDPA 42 Mbit/s pentabande 4G LTE Monobande HSPA+ Wi-Fi a/b/g/n Bluetooth 4.0 NFC GPS micro USB 2.0                                               | Proximité, lumière ambiante, accéléromètre, magnétomètre, gyroscope Dolby headphones Coque induction Qi en option |
| HTC                 | Windows Phone 8S Septembre 2012                                | Qualcomm MSM8227 (2 × 1GHz) Adreno 305 512 Mo 4 Go 1700 mAh                             | 120,5 x 63 x 10,3 mm 113 g 800 × 480 - 4,0" Gorilla glass 5 Mpix, flash LED sans webcam | GSM quadbande 3G HSDPA 42 Mbit/s dualbande Wi-Fi b/g/n Bluetooth 4.0 GPS micro USB 2.0                                                                             | Proximité, accéléromètre, magnétomètre Système Beats Audio |
| HTC                 | Windows Phone 8X Septembre 2012                                | Qualcomm MSM8960 (2 × 1.5 GHz) Adreno 225 1024 Mo 16 Go 1800 mAh                        | 132,4 x 66,2 x 10,1 mm 130 g 1280 × 720 - 4,3" Gorilla glass 8 Mpix, flash LED 2,1 Mpix | GSM quadbande 3G HSDPA 42 Mbit/s quadbande 4G LTE quadbande Wi-Fi a/b/g/n Bluetooth 4.0 NFC GPS micro USB 2.0 Qi (USA seulement)                                   | Proximité, accéléromètre, magnétomètre Système Beats Audio |
| Samsung             | Ativ Odissey (Verizon USA) Janvier 2013                        | Qualcomm MSM8960 (2 × 1.5 GHz) Adreno 225 1024 Mo 8 Go + µSD 2100 mAh                   | 122,4 x 63,8 x 10,9 mm 125 g 800 × 480 - 4,0" Gorilla glass 5 Mpix, flash LED 1,2 Mpix | CDMA dual bande + GSM quadbande 3G CDMA2000 1xEV-DO + HSDPA 42 Mbit/s monobande (2100) 4G LTE 700 MHz Wi-Fi a/b/g/n Bluetooth 4.0 NFC GPS micro USB 2.0            | Proximité, accéléromètre, magnétomètre, gyroscope |
| Samsung             | Ativ S Août 2012                                               | Qualcomm MSM8960 (2 × 1.5 GHz) Adreno 225 1024 Mo 32 Go + µSD 2300 mAh                  | 137,2 x 70,5 x 8,7 mm 135 g 1280 × 720 - 4,8" Gorilla glass 8 Mpix, flash LED 1,9 Mpix | GSM quadbande 3G HSDPA 42 Mbit/s quadbande Wi-Fi a/b/g/n Bluetooth 4.0 NFC GPS micro USB 2.0                                                                       | Proximité, accéléromètre, magnétomètre, gyroscope |
| Huawei Technologies | Ascend W1 Janvier 2013                                         | Qualcomm MSM8230 (2 × 1.2 GHz) Adreno 305 512 Mo 4 Go + µSD 1950 mAh                    | 124,5 x 63,7 x 10,5 mm 130 g 800 × 480 - 4,0" 5 Mpix, flash LED sans webcam | GSM quadbande 3G HSDPA 21 Mbit/s quadbande Wi-Fi b/g/n Bluetooth 4.0 GPS micro USB 2.0                                                                             | Proximité, accéléromètre |

Notes :
- Windows Phone 8.0 ne proposait que le Bluetooth 3.0 malgré une puce compatible 4.0.
- Windows Phone 8.1 est compatible avec le Bluetooth 4.0 LE.

### Bogues matériels connus
Bogue du microphone en mode haut-parleur et reconnaissance vocale sur les Lumia : En mode haut-parleur ou en mode reconnaissance vocale, le microphone ne fonctionne pas, en conséquence votre correspondant ne vous entend pas ou le téléphone affiche le message "Désolé, je n'ai rien entendu". Certains incriminent un changement de version (Black ou Denim) qui modifierait le niveau du volume d'enregistrement, ils réussissent à corriger ce problème avec un reset (soft ou hard), pour d'autres, un nettoyage des microphones corrige le problème, mais il semble que la qualité des premiers microphones ou du jack haut-parleur-micro soient en cause et que seul un remplacement puisse corriger le problème,,.